# Izagre (kommunhuvudort)
Izagre är en kommunhuvudort i Spanien.   Den ligger i provinsen Provincia de León och regionen Kastilien och Leon, i den norra delen av landet, 240 km nordväst om huvudstaden Madrid. Izagre ligger 785 meter över havet och antalet invånare är 207.
Terrängen runt Izagre är platt.Runt Izagre är det glesbefolkat, med 10 invånare per kvadratkilometer. Närmaste större samhälle är Mayorga, 6,4 km söder om Izagre. Trakten runt Izagre består till största delen av jordbruksmark.